# Faysal bin al-Husayn
Faysal bin al-Husayn (Amman, 11 ottobre 1963) è un principe e militare giordano.

## Istruzione
Dopo la precoce scolarizzazione ad Amman, nel 1970 il principe Faysal si trasferì in Inghilterra dove frequentò la scuola di St. Edmund, nel Surrey. L'anno seguente si trasferì negli Stati Uniti dove frequentò per due anni la scuola Bement nel Massachusetts; nel 1978 iniziò i suoi studi superiori nella St. Albans School di Washington, presso la quale si diplomò nel 1981. Frequentò quindi la Brown University (Rhode Island) presso la quale si laureò nel 1985 in ingegneria elettrica.
Durante i suoi studi universitari, il principe Faysal, prese anche lezioni di volo e ottenne il brevetto di pilota privato.

## Servizio militare
Prima di laurearsi alla Brown University, il principe Faysal trascorse un periodo di tempo nella Royal Jordanian Air Force (RJAF) dove ricevette (come il padre) una formazione da elicotterista. Nell'estate del 1985 si sottopose a un'istruzione ufficiale nella Royal Air Force (RAF) a Cranwell.  Nel 1987 il principe Faysal completò la sua formazione militare a Chivenor, nella contea di Devon.
Continuò dunque a prestare servizio in varie posizioni nella Royal Jordanian Air Force, assumendo nel 2001 il grado di Maggior generale; l'anno seguente divenne Capo di Stato Maggiore dell'Aeronautica Militare. Nel 2004 raggiunse il grado di Tenente Generale.

## Altre attività
Fu un supervisore e consulente della Royal Wings Airlines (compagnia aerea giordana) a partire dal 1995. Attualmente è anche a capo del Comitato Olimpico Giordano.

## Ascendenza
|                        |                 |                                             | Genitori                                  |  |  | Nonni |  |  | Bisnonni                 |  |  | Trisnonni                   |  |
|                        |                 |                                             |                                           |  |  |       |  |  | Abd Allah I di Giordania |  |  | Al-Husayn ibn Ali del Hijāz |  |
|                        |                 |                                             |                                           |  |  |       |  |  | Abd Allah I di Giordania |  |  | Al-Husayn ibn Ali del Hijāz |  |
|                        |                 | Abdiya bint Abdullah                        |                                           |  |  |       |  |  | Abd Allah I di Giordania |  |  |                             |  |
| Talal di Giordania     |                 |                                             |                                           |  |  |       |  |  | Abd Allah I di Giordania |  |  |                             |  |
|                        |                 | Musbah bint Nasser                          | Amir Nasser Pasha, Sceriffo di La Mecca   |  |  |       |  |  |                          |  |  |                             |  |
|                        |                 | Musbah bint Nasser                          | Amir Nasser Pasha, Sceriffo di La Mecca   |  |  |       |  |  |                          |  |  |                             |  |
|                        |                 | Musbah bint Nasser                          | Dilber Khanum                             |  |  |       |  |  |                          |  |  |                             |  |
| Husayn di Giordania    |                 | Musbah bint Nasser                          |                                           |  |  |       |  |  |                          |  |  |                             |  |
|                        |                 | Jamal 'Ali bin Nasser, Sceriffo di La Mecca | Amir Nasser Pasha, Sceriffo di La Mecca * |  |  |       |  |  |                          |  |  |                             |  |
|                        |                 | Jamal 'Ali bin Nasser, Sceriffo di La Mecca | Amir Nasser Pasha, Sceriffo di La Mecca * |  |  |       |  |  |                          |  |  |                             |  |
|                        |                 | Jamal 'Ali bin Nasser, Sceriffo di La Mecca | Dilber Khanum *                           |  |  |       |  |  |                          |  |  |                             |  |
| Zein al-Sharaf Talal   |                 | Jamal 'Ali bin Nasser, Sceriffo di La Mecca |                                           |  |  |       |  |  |                          |  |  |                             |  |
|                        |                 | Wijdan Shakir Pasha                         | Shakir Pasha, Governatore di Cipro        |  |  |       |  |  |                          |  |  |                             |  |
|                        |                 | Wijdan Shakir Pasha                         | Shakir Pasha, Governatore di Cipro        |  |  |       |  |  |                          |  |  |                             |  |
|                        |                 | Wijdan Shakir Pasha                         | …                                         |  |  |       |  |  |                          |  |  |                             |  |
| Faysal di Giordania    |                 | Wijdan Shakir Pasha                         |                                           |  |  |       |  |  |                          |  |  |                             |  |
|                        | Arthur Gardiner | John Gardiner                               |                                           |  |  |       |  |  |                          |  |  |                             |  |
|                        | Arthur Gardiner | John Gardiner                               |                                           |  |  |       |  |  |                          |  |  |                             |  |
|                        | Arthur Gardiner | Esther Scarph                               |                                           |  |  |       |  |  |                          |  |  |                             |  |
| Walter Percy Gardiner  | Arthur Gardiner |                                             |                                           |  |  |       |  |  |                          |  |  |                             |  |
|                        |                 | Mabel Jane Tovell                           | Daniel Tovell                             |  |  |       |  |  |                          |  |  |                             |  |
|                        |                 | Mabel Jane Tovell                           | Daniel Tovell                             |  |  |       |  |  |                          |  |  |                             |  |
|                        |                 | Mabel Jane Tovell                           | Ada Alberta King                          |  |  |       |  |  |                          |  |  |                             |  |
| Muna al-Hussein        |                 | Mabel Jane Tovell                           |                                           |  |  |       |  |  |                          |  |  |                             |  |
|                        |                 | Arthur Sutton                               | Josiah Sutton                             |  |  |       |  |  |                          |  |  |                             |  |
|                        |                 | Arthur Sutton                               | Josiah Sutton                             |  |  |       |  |  |                          |  |  |                             |  |
|                        |                 | Arthur Sutton                               | Elizabeth Able                            |  |  |       |  |  |                          |  |  |                             |  |
| Doris Elizabeth Sutton |                 | Arthur Sutton                               |                                           |  |  |       |  |  |                          |  |  |                             |  |
|                        |                 | Dora Elizabeth Alderton                     | Augustus Alderton                         |  |  |       |  |  |                          |  |  |                             |  |
|                        |                 | Dora Elizabeth Alderton                     | Augustus Alderton                         |  |  |       |  |  |                          |  |  |                             |  |
|                        |                 | Dora Elizabeth Alderton                     | Gertrude Ruth Green                       |  |  |       |  |  |                          |  |  |                             |  |
|                        |                 | Dora Elizabeth Alderton                     |                                           |  |  |       |  |  |                          |  |  |                             |  |